# Episodi di Sophie Cross - Verità nascoste (prima stagione)
La prima stagione della serie televisiva drammatica franco-tedesca-belga Sophie Cross - Verità nascoste (Sophie Cross), composta da 3 episodi da 90 minuti ciascuno, è stata trasmessa in Germania su Das Erste dal 23 al 29 maggio 2021 con il titolo di Gefährliche Dünen, in Belgio su La Une dal 7  al 21 novembre 2021 e in Francia su France 3 dal 9 al 23 novembre 2021.
In Italia la stagione è andata in onda in prima serata su Rai 1 dal 13 giugno al 27 giugno 2023.
| nº | Titolo tedesco    | Titolo francese | Titolo italiano | Prima TV       | Prima TV         | Prima TV         | Prima TV       |
| nº | Titolo tedesco    | Titolo francese | Titolo italiano | Germania       | Belgio           | Francia          | Italia         |
| -- | ----------------- | --------------- | --------------- | -------------- | ---------------- | ---------------- | -------------- |
| 1  | Teuflischer Plan  | Nouveau départ  | Episodio 1      | 23 maggio 2021 | 7 novembre 2021  | 9 novembre 2021  | 13 giugno 2023 |
| 2  | Tödliche Wahrheit | Stella Maris    | Episodio 2      | 24 maggio 2021 | 14 novembre 2021 | 16 novembre 2021 | 20 giugno 2023 |
| 3  | Blutige Geschäfte | Affaire classée | Episodio 3      | 29 maggio 2021 | 21 novembre 2021 | 23 novembre 2021 | 27 giugno 2023 |

## Episodio 1
- Titolo tedesco: Teuflischer Plan
- Titolo francese: Nouveau départ
- Diretto da: Frank Van Mechelen
- Scritto da: Paul Piedfort

### Trama
- Altri interpreti: Mark Grosy (dottor Bastien Danglard), Stéphanie Van Vyve (Eva Danglard), Patrick Brüll (Thierry Guillaume), Michaël Erpelding (commerciante Loïc Danvers), Aurélia Bonta (Wendy Danvers), Christian Dalimier (dottor Christian Durand), Aurélien Recoing (Alain Breton).
- Ascolti Belgio: telespettatori 327 783 – share 18,80%[12].
- Ascolti Francia: telespettatori 3 842 000 – share 17,60%[13].
- Ascolti Italia: telespettatori 2 153 000 – share 12,60%[14].

## Episodio 2
- Titolo tedesco: Tödliche Wahrheit
- Titolo francese: Stella Maris
- Diretto da: Frank Van Mechelen
- Scritto da: Paul Piedfort

### Trama
- Altri interpreti: Olivier Figus (Claude Lemaire), Naïma Rodric (Estelle Renaud), Frédéric van den Driessche (Paul Renaud), Yannick Decoster (Louis Stavros).
- Ascolti Belgio: telespettatori 381 668 – share 22,50%[15].
- Ascolti Francia: telespettatori 3 711 000 – share 16,70%[16].
- Ascolti Italia: telespettatori 2 051 000 – share 12,70%[17].

## Episodio 3
- Titolo tedesco: Blutige Geschäfte
- Titolo francese: Affaire classée
- Diretto da: Frank Van Mechelen
- Scritto da: Paul Piedfort

### Trama
- Altri interpreti: Olivier Barthélémy (Joseph Montoya), Olivier Soler (avvocato Olivier Marchand), Frédérique Tirmont (Edith Mueller), Christophe Sermet (David Mueller), Jules Churin (Benjamin Mueller), Anabel Lopez (Sandra Stanic).
- Ascolti Belgio: telespettatori 425 685 – share 25,10%[18].
- Ascolti Francia: telespettatori 4 122 000 – share 18,60%[19].
- Ascolti Italia: telespettatori 2 014 000 – share 12,60%[20].